# Jaap Kooijman
Pour les articles homonymes, voir Kooijman.
Jaap Kooijman, né le 24 avril 1993 à Sittard-Geleen, est un coureur cycliste néerlandais.

## Biographie
Il met un terme à sa carrière cycliste à l'issue de la saison 2019. 

## Palmarès et résultats

### Palmarès par année
- 2011
  - 3e de la Guido Reybrouck Classic
- 2017
  - Midden-Brabant Poort Omloop
  - 2e du Wim Hendriks Trofee
- 2018
  - 2e de la Ster van Zwolle

### Classements mondiaux
| Année           | 2017 | 2018   |
| --------------- | ---- | ------ |
| UCI Europe Tour | 800e | 1 623e |